# بيرسونية حريرية
بيرسونية حريرية (الاسم العلمي:Persoonia sericea) هي نوع غير مؤكد من النباتات تتبع جنس البيرسونية من الفصيلة البروطية.